# کاظم حیدر
کاظم حیدر(کرخه)، روستایی در عبدالخان از توابع بخش مرکزی شهرستان کرخه در استان خوزستان ایران است.

## جمعیت
این روستا در دهستان آهودشت قرار دارد و براساس سرشماری مرکز آمار ایران در سال ۱۳۸۵، جمعیت آن ۱۵۰ نفر (۲۰خانوار) بوده‌است.